# Anamera harmandi
Anamera harmandi är en skalbaggsart som beskrevs av Maurice Pic 1936. Anamera harmandi ingår i släktet Anamera och familjen långhorningar.
Artens utbredningsområde är Laos. Inga underarter finns listade i Catalogue of Life.